# Kerkstraat (Hilversum)
De Kerkstraat is een winkelstraat in het centrum van de Nederlandse plaats Hilversum. De Kerkstraat loopt vanaf de Groest tot de Kerkbrink, 's-Gravelandseweg, de Schoutenstraat en de Bussumerstraat. In wezen is de Kerkstraat nabij de Schoutenstraat een plein ("Het pleintje bij C&A") door de grillige driehoekige loop. Omdat het nieuwe straatje in het overdekte winkelcentrum De Gooise Brink ook Kerkstraat heet, komt de straat twee keer uit op de Kerkbrink. Een zijstraat van de Kerkstraat is Zeedijk die de Kerkstraat kruist. De straat is vernoemd naar de kerk aan het eind van de straat. De Kerkstraat is uitsluitend voetgangersgebied en is oorspronkelijk ongeveer 350 meter lang.

## Trivia
Aan de Kerkstraat stond ooit een fontein ontworpen door architect W.M. Dudok.
In 1963 brandde de HEMA aan deze straat grotendeels af door een zeer grote uitslaande brand. In 1984 verwoestte een andere brand de panden van winkelketen Blokker en kledingzaak Kreymborg.

## Fotogalerij

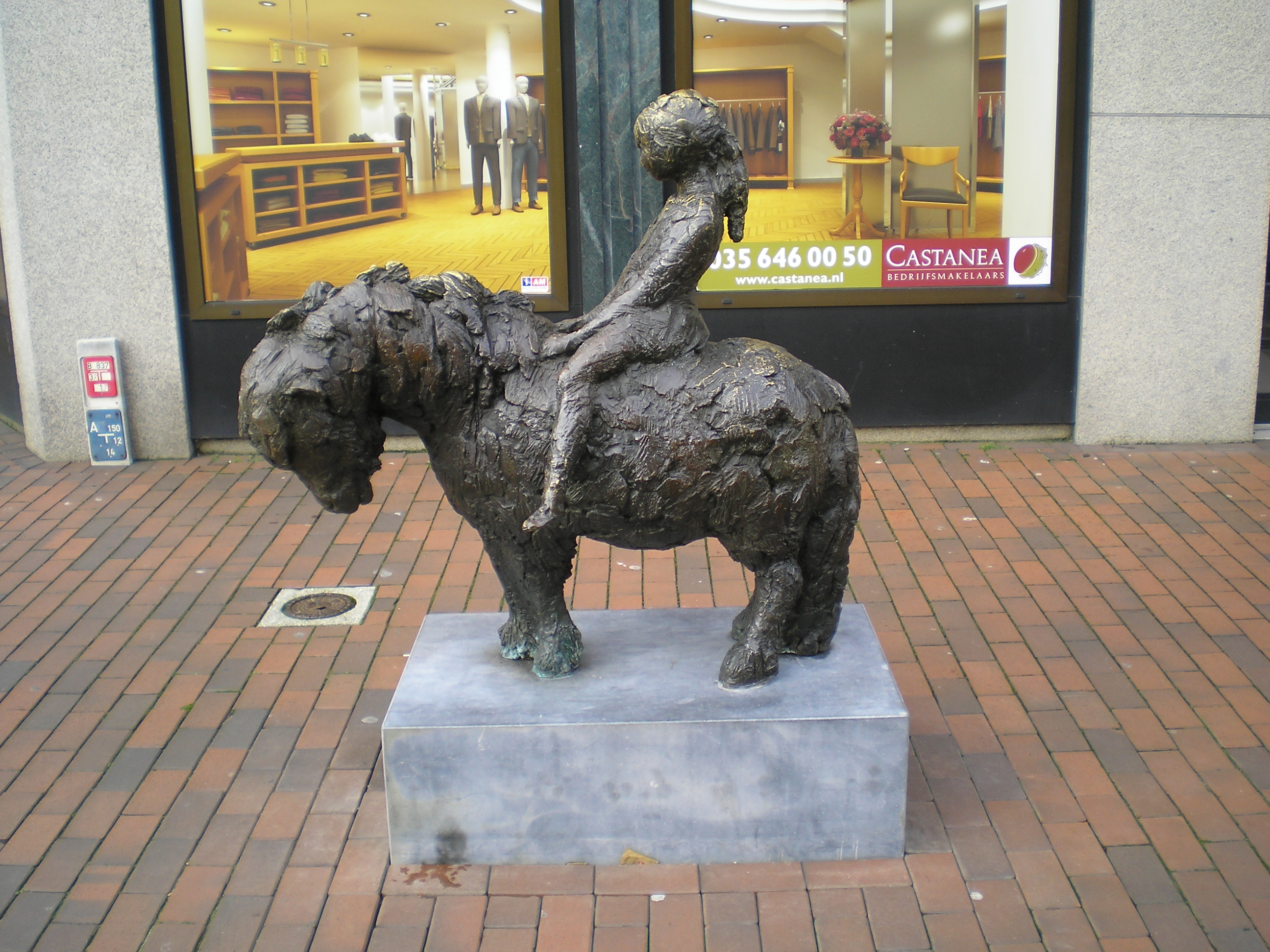
Bronzenbeeld "Kind op pony" (1971) van Hans Bayens
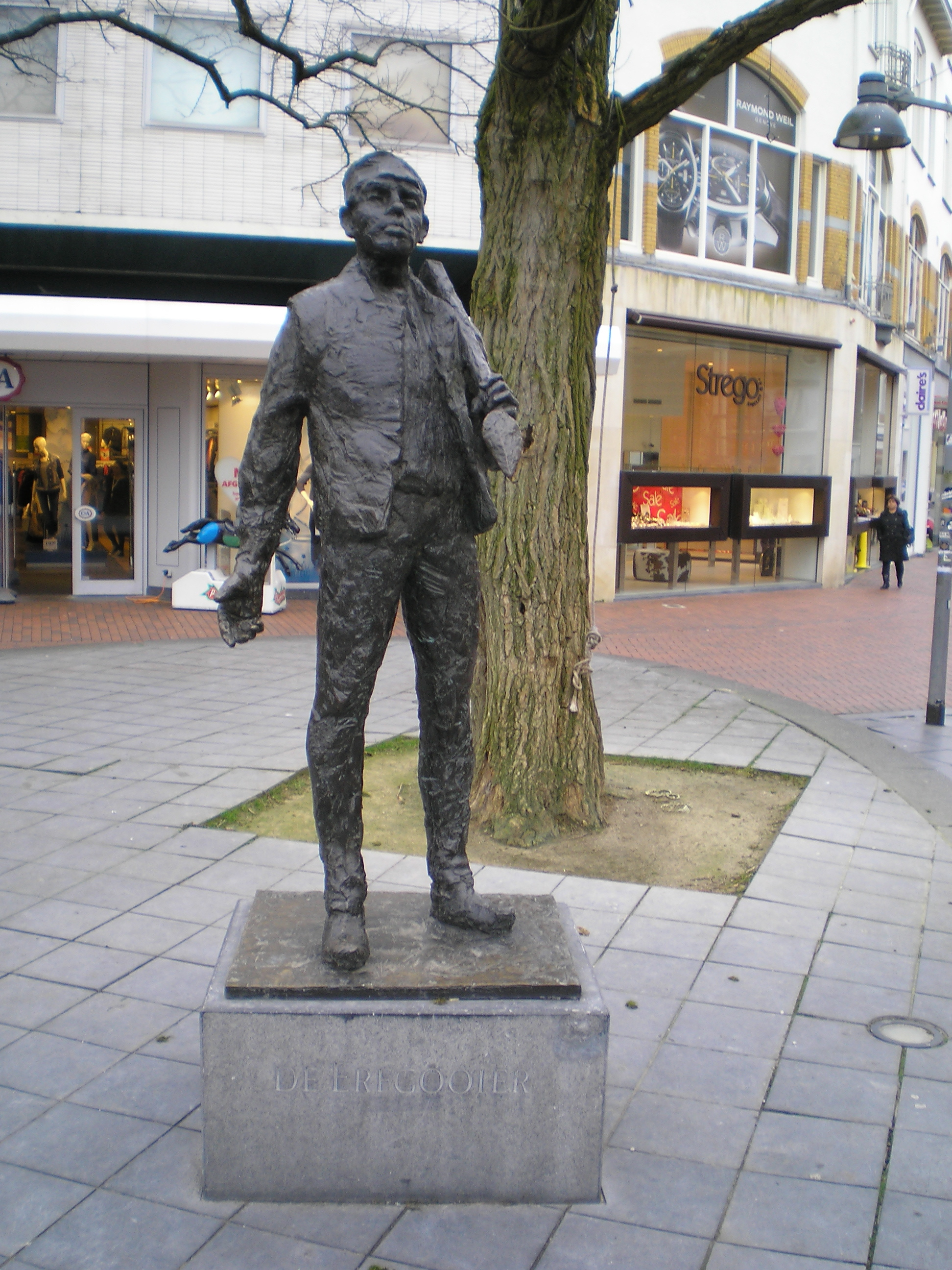
Bronzenbeeld "De Erfgooier" (1977) van Hans Bayens
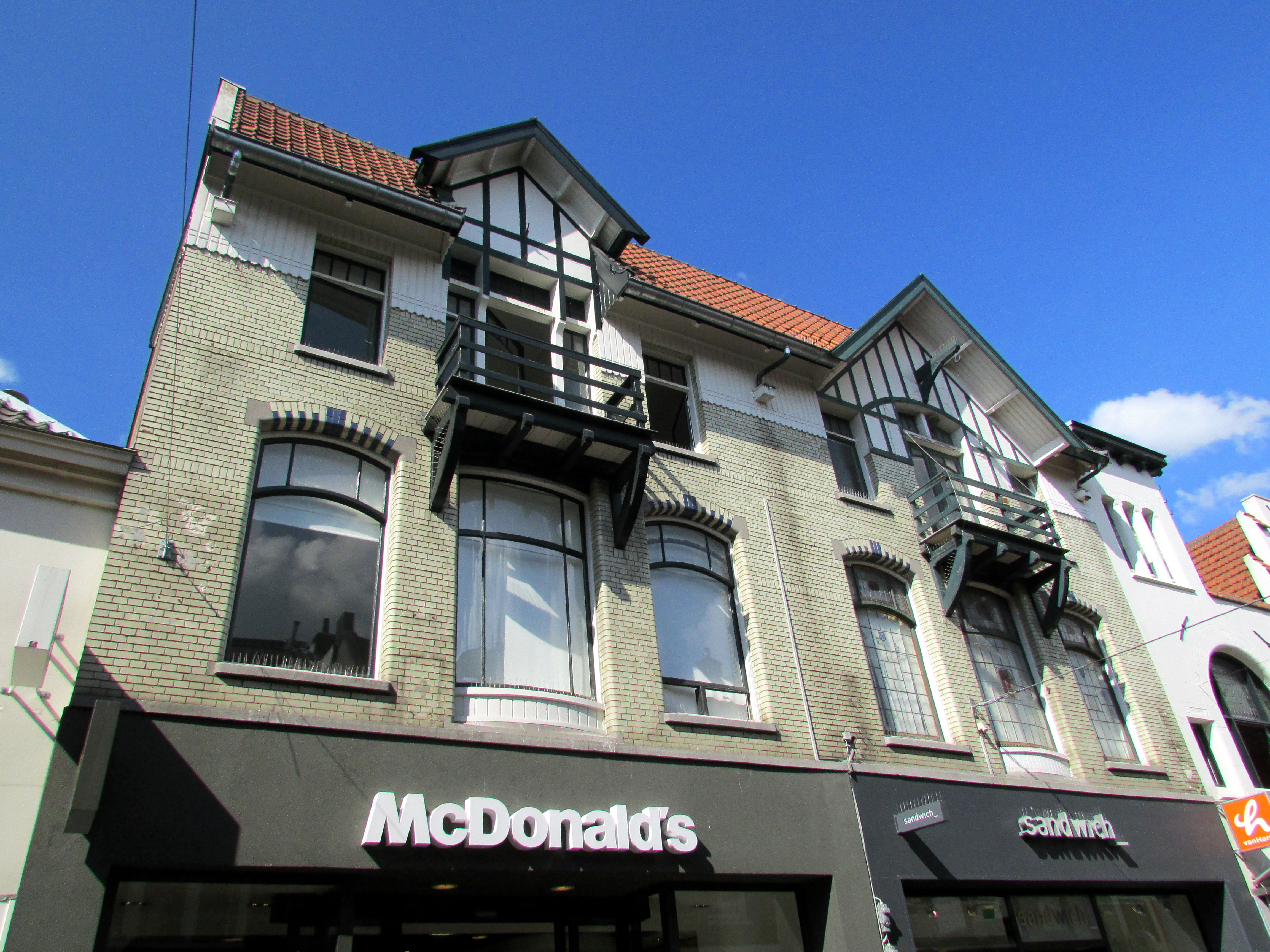
Gevel Kerkstraat 14 (gemeentelijk monument) kledingzaak Sandwich en 16 restaurant McDonald's

Bussumerstraat ·
's-Gravelandseweg ·
Groest ·
Kerkstraat ·
Kerkbrink ·
Oude Torenstraat ·
Schoutenstraat ·
Torenlaan ·
Vreelandseweg